# 塞羅納維亞

塞羅納維亞（西班牙語：Cerro Navia），是智利的城鎮，位於該國中部聖地亞哥首都大區的聖地亞哥省，始建於1981年3月17日，面積11.1平方公里，海拔高度500米，2012年人口128,090人，人口密度每平方公里13,361人。
33°25′12″S 70°44′0″W / 33.42000°S 70.73333°W